# Кордова (місто, Аргентина)
Ко́рдова (ісп. Córdoba, скорочено CBA, читається як ['korðoβa]ⓘ) — місто в Аргентині, столиця провінції Кордова. Місто розташоване в центральному районі Аргентини, неподалік від географічного центру країни. Населення становить близько 1,33 млн мешканців (2010). Це друге за населенням, економічним, політичним і культурним значенням місто країни.

## Історія

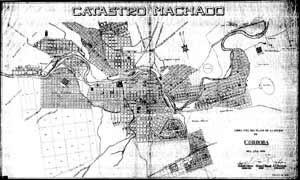
Мапа міста 1889 року

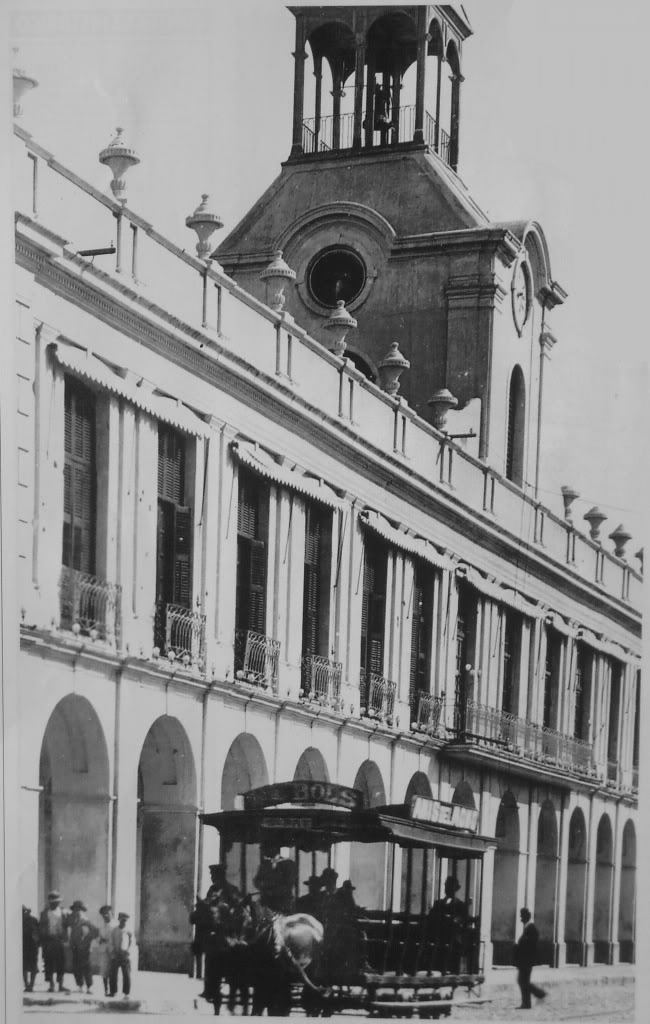
Муніципалітет Кордови у XIX ст.

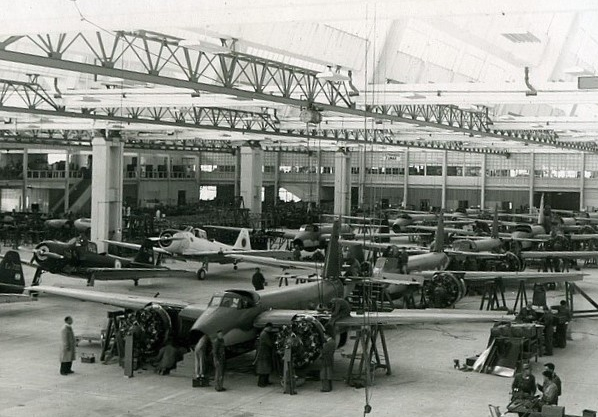
Авіафабрика у 1940—1950 роках

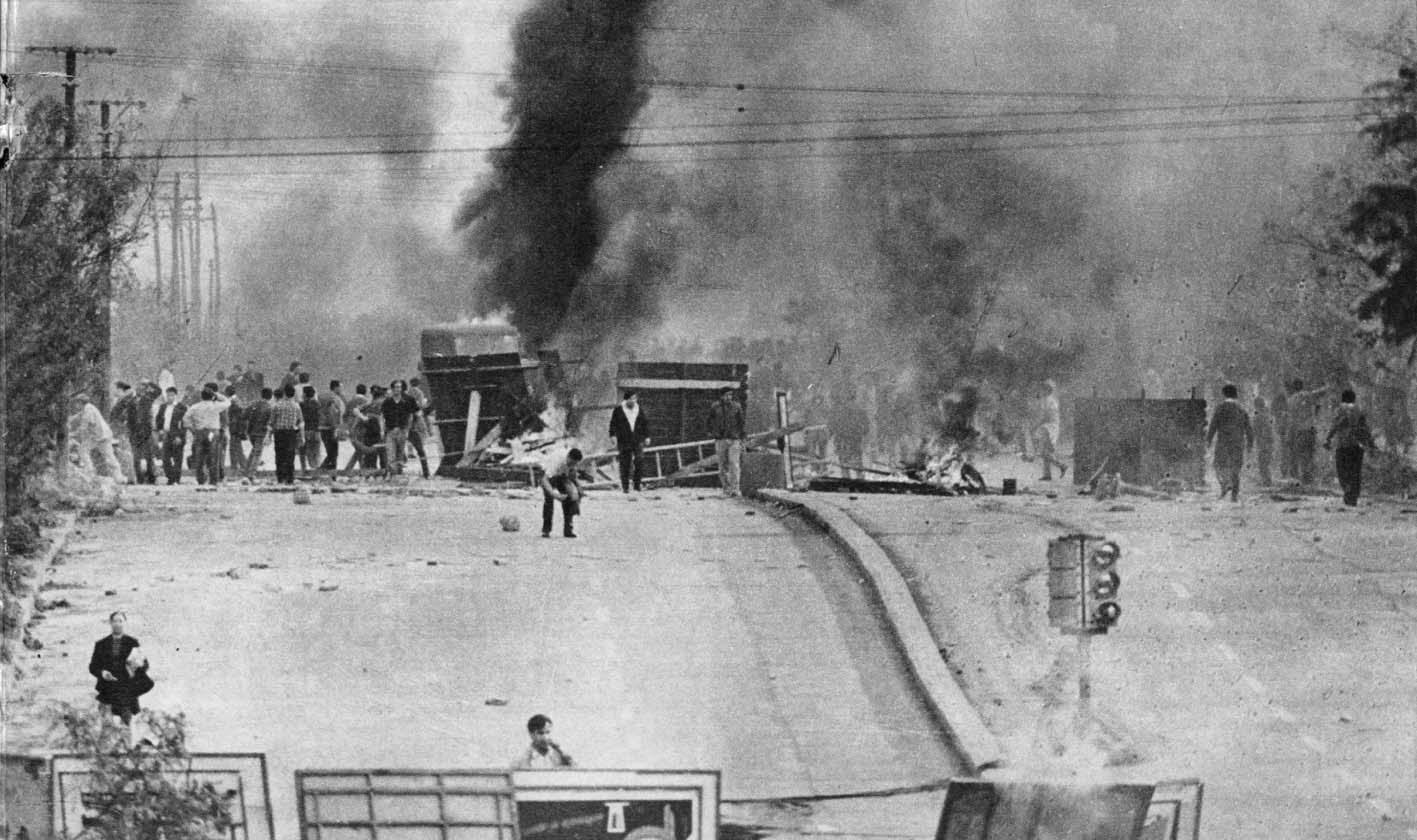
Кордовасо

Місто було засноване 6 липня 1573 року конкістадором Херонімо Луїсом де Кабрерою, який назвав поселення на честь однойменного іспанського міста — Кордова-де-Нуева-Андалусія (ісп. Córdoba de la Nueva Andalucía — Кордова Нової Андалусії). Одночасно із заснуванням міста було створено його герб.
1577 року влада вирішила перемістити Кордову на південний берег річки Сукіа.
1580 року розпочалося будівництво кафедрального собору Кордови, яке завершилося 1758 року. 1599 року місто стало центром місіонерської діяльності єзуїтів у регіоні. 1608 року вони заснували у Кордові послушництво, а 1610 року — коледж, який 1613 року перетворився на Університет. Національний університет Кордови є найстарішим в Аргентині і четвертим за давністю в Америці.
1687 року було засновано один з найстаріших у країні Коледж Монсеррат, яким у 1687—1767 роках керували єзуїти.
1699 року Кордова стала центром єпархії Тукуман. Таким чином, місто перетворилося на адміністративний, релігійний і освітній центр регіону.
Згідно з даними перепису 1760 року, населення Кордови становило 22 000 мешканців, з яких 1500 були іспанцями, а решта метисами, мулатами і неграми.
1776 року іспанський король Карл III створив віце-королівство Ріо-де-ла-Плата. 1785 року місто Кордова стало столицею Інтендантства Кордова-де-Тукуман, яке об'єднувало території сучасних провінцій Кордова, Ла-Ріоха і регіону Куйо.
1784 року до міста прибув губернатор-інтендант Рафаель де Собремонте. За його правління у Кордові було створено систему поліції, розширено в'язницю, розбито парки, впроваджено систему освітлення вулиць і водопровід, побудовано міст над річкою Ла Каньяда.
1806 року під час англійських вторгнень в Ріо-де-ла-Плату до Кордови тимчасово було перенесено столицю віце-королівства. 29 червня 1829 року у Кордові відбулася битва між генералом Хосе Марією Пасом і каудільйо Факундо Кірогою.
У квітні 1854 року Університету Кордови і Коледжу Монсеррат було надано статус національних.
1871 року у місті було відкрито обсерваторію.
1876 року до міста було проведено залізницю. У липні 1878 року розпочала роботу перша лінія трамваїв.
1 січня 1881 року у Кордові почав функціонувати перший рагс в Аргентині. Перший шлюб у ньому було укладено 27 січня.
На початок XX ст. у місті налічувалося 90 000 жителів.
1927 року у Кордові відкрилася Військова Фабрика Літаків — одне з перших промислових підприємств у місті і наріжний камінь важкого машинобудування Аргентини. У 1940-х роках фабрика стала однією з найбільших і найвідоміших у світі. З 1952 року на фабриці розпочався випуск моторів, автомобілів, мотоциклів, човнів, тракторів, парашутів та різноманітних машин.
15 січня 1939 року річка Ла Каньяда вийшла з берегів і затопила центральну частину міста. Після цього розпочалися роботи по укріпленню берегів ріки, які завершилися 1944 року.
У 1954 році на підприємствах Кордови працювало понад 67 тисяч робітників. 1955 року у місті стала до роботи фабрика «Industrias Kaiser Argentina» — перше серійне виробництво автомобілів у Аргентині, яке випускало 30 000 машин на рік.
16 вересня 1955 року у Кордові спалахнуло збройне повстання, яке невдовзі повалило диктатуру Хуана Домінго Перона.
У травні 1969 року у місті пройшов ряд громадських виступів, який отримав назву Кордовасо (ісп. Cordobazo). 1970-ті роки пройшли у Кордові неспокійно. Після військового перевороту 1976 року у місті й околицях відбувалися заворушення.
1978 року Кордова стала одним з міст, яке приймало Чемпіонат світу з футболу.
З 1970-х років у Кордові почався спад виробництва. Випуск автомобілів скоротився на половину, а тракторів на чверть. Місто повільно втрачало своє значення як індустріальний центр.
У 2000 році «Єзуїтський квартал» (ансамбль будівель, що включає резиденцію прелата, церкву, університет, школи і чотири заміські місії) став об'єктом Світової спадщини ЮНЕСКО.
Під час кризи 2001—2002 років в Аргентині Кордова знову стала центром промисловості Аргентини.
2006 року місто було назване культурною столицею Америки.

## Економіка

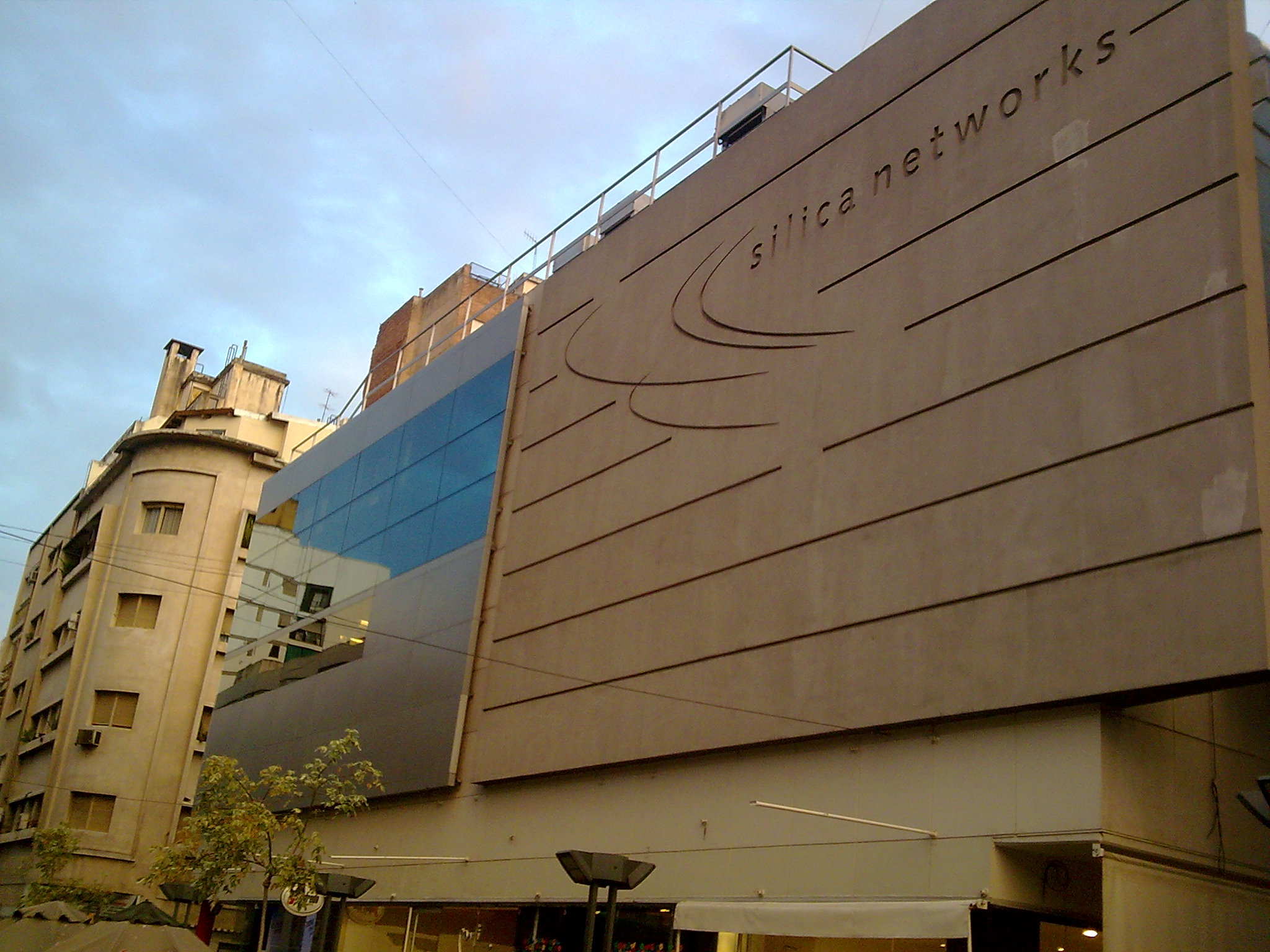
Компанія Silica networks

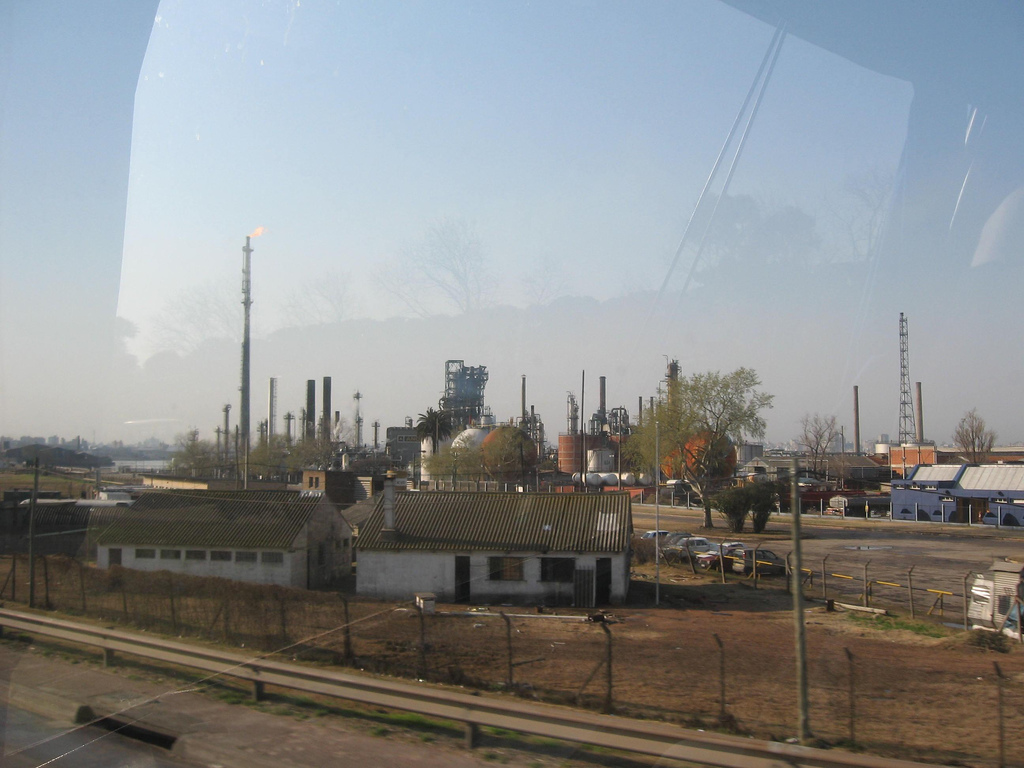
Заводи Кордови

З другої половини 20 століття Кордова — центр аргентинської авіаційної промисловості. Також розвинені машинобудування, харчова, шкіряна промисловість.
Промисловість міста розвинена значно сильніше, ніж сільське господарство. У Кордові знаходяться заводи по виробництву автомобілів марок Renault, Fiat, Iveco, Marcopolo і Volkswagen, які випускають близько 25 % машин в Аргентині.
На 2006 рік із загальної кількості у 49 281 підприємство 21 423 (43 %) належали до комерційного сектора, 20 449 (41 %) до сфери послуг і 6.984 (14 %) до виробництва. Водночас саме виробництво становить найбільш значиму галузь економіки Кордови.
У 2007 році частка Кордови у ВВП Аргентини склала 3,65 %.
Останнім часом місто швидко росте і розвивається. У Кордові з'явилося багато нових комерційних центрів, компаній сфери інформаційних технологій, новий міжнародний аеропорт, завдяки чому місто перетворилося на важливий економічний центр Меркосур. Навколо Національного Університету Кордови розвиваються високотехнологічні виробництва.
У місті знаходяться підприємства компаній HP, Motorola, IBM, Intel, Gameloft, R&D, Totvs, Indra та інших.
Після кризи в Аргентині 2001 року в Кордові розпочався бум будівництва, яке зросло на 158 %.
Рівень безробіття на 2008 рік становить 6,5 %. Кількість жителів за межею бідності становить 12,7 %.

## Клімат
Клімат міста помірний з добре вираженими порами року. Зими не дуже холодні та з невеликою кількістю опадів. Літа вологі, з теплими днями та прохолодними ночами, часті грози та град. Вітри зі сходу та заходу нечасті та слабкі. Навесні дмуть сильні вітри з півночі і північного сходу.
Річна кількість опадів близько 800 мм. Середня річна температура за XX ст. 18 °C. Середній максимум січня 31 °C, мінімум 17 °C. Середній максимум липня 19 °C, мінімум 4 °C. Снігопадів майже не буває, за весь час спостережень вони реєструвалися лише у 1984, 2007 і 2009. У місті часті торнадо.
| Клімат Кордови (1961—1990)                 | Клімат Кордови (1961—1990) | Клімат Кордови (1961—1990) | Клімат Кордови (1961—1990) | Клімат Кордови (1961—1990) | Клімат Кордови (1961—1990) | Клімат Кордови (1961—1990) | Клімат Кордови (1961—1990) | Клімат Кордови (1961—1990) | Клімат Кордови (1961—1990) | Клімат Кордови (1961—1990) | Клімат Кордови (1961—1990) | Клімат Кордови (1961—1990) | Клімат Кордови (1961—1990) |
| Показник                                   | Січ.                       | Лют.                       | Бер.                       | Квіт.                      | Трав.                      | Черв.                      | Лип.                       | Серп.                      | Вер.                       | Жовт.                      | Лист.                      | Груд.                      | Рік                        |
| Абсолютний максимум, °C                    | 41,3                       | 41,2                       | 38,6                       | 34,6                       | 32,4                       | 32,8                       | 33,1                       | 38,2                       | 38,2                       | 39,2                       | 40,3                       | 43,1                       | 43,1                       |
| Середній максимум, °C                      | 31,1                       | 30,1                       | 27,6                       | 24,9                       | 22,0                       | 18,5                       | 18,6                       | 21,0                       | 23,3                       | 26,1                       | 28,4                       | 30,3                       | 25,2                       |
| Середня температура, °C                    | 24,1                       | 23,1                       | 20,9                       | 17,9                       | 14,9                       | 11,3                       | 11,3                       | 13,2                       | 15,6                       | 18,9                       | 21,3                       | 23,2                       | 18,0                       |
| Середній мінімум, °C                       | 18,1                       | 17,4                       | 15,6                       | 12,3                       | 9,3                        | 5,7                        | 5,5                        | 6,7                        | 9,1                        | 12,6                       | 15,2                       | 17,3                       | 12,1                       |
| Абсолютний мінімум, °C                     | 8,5                        | 7,5                        | 4,0                        | −0,5                       | −4,3                       | −5,2                       | −7,1                       | −3,8                       | −2,6                       | 2,8                        | 3,7                        | 7,5                        | −7,1                       |
| Середня кількість сонячних годин на місяць | 257,3                      | 229,6                      | 204,6                      | 189,0                      | 170,5                      | 150,0                      | 170,5                      | 204,6                      | 213,0                      | 238,7                      | 255,0                      | 251,1                      | 2533,9                     |
| Норма опадів, мм                           | 121.7                      | 99.8                       | 110.3                      | 52.2                       | 18.9                       | 11.4                       | 12.8                       | 9.7                        | 33.8                       | 66.4                       | 96.6                       | 136.9                      | 770.5                      |
| Вологість повітря, %                       | 64                         | 67                         | 72                         | 71                         | 69                         | 67                         | 64                         | 56                         | 54                         | 57                         | 59                         | 62                         | 64                         |
| ------------------------------------------ | -------------------------- | -------------------------- | -------------------------- | -------------------------- | -------------------------- | -------------------------- | -------------------------- | -------------------------- | -------------------------- | -------------------------- | -------------------------- | -------------------------- | -------------------------- |
| Джерело: NOAA                              |                            |                            |                            |                            |                            |                            |                            |                            |                            |                            |                            |                            |                            |

## Освіта

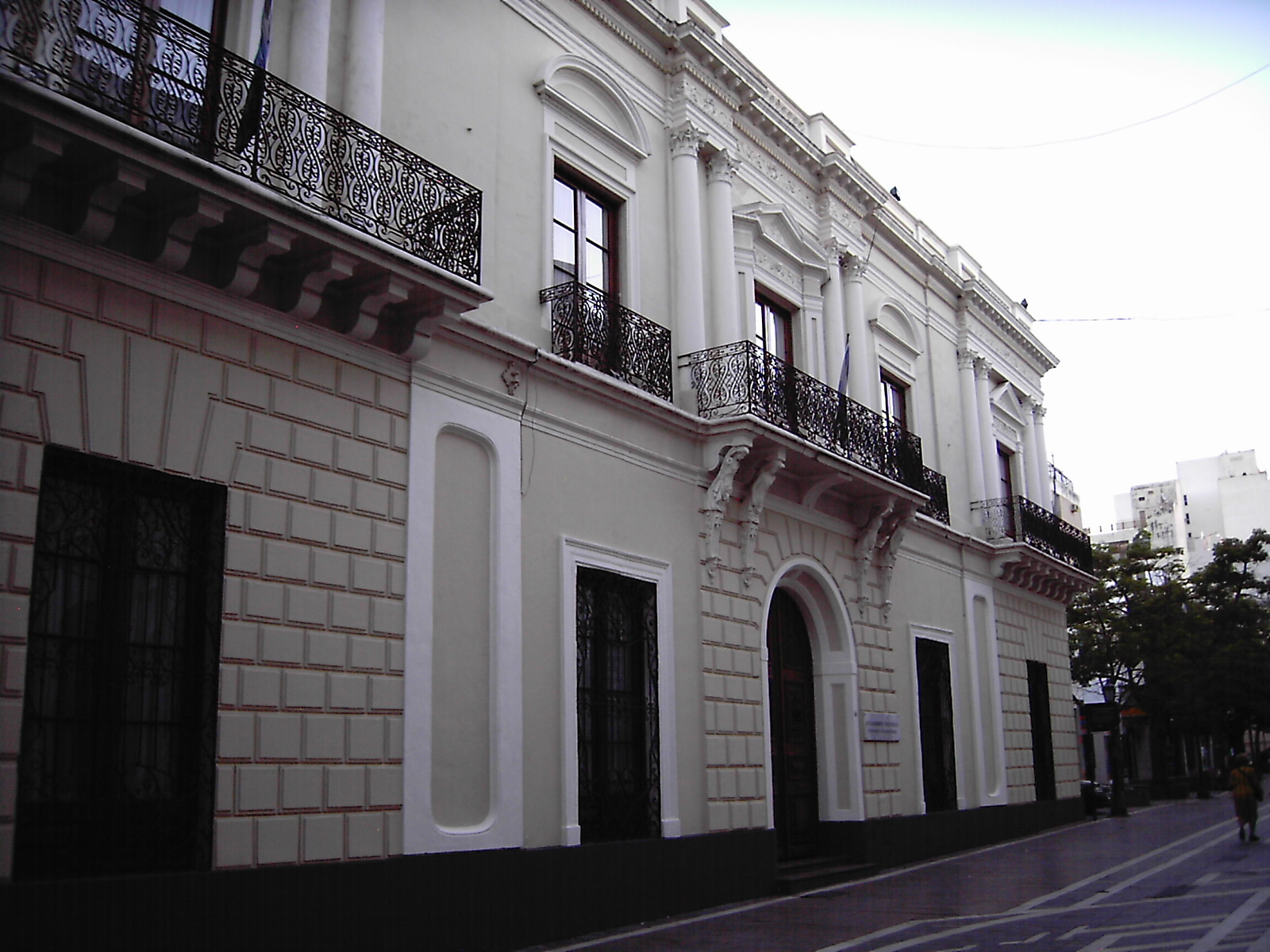
Факультет права Національного Університету Кордови

Рівень неграмотності у Кордові серед жителів віком понад 10 років становить 0,8 %.
33,13 % осіб старше 15 років мають повну середню освіту і неповну вищу, а 12,23 % мають повну вищу освіту, що значно вище ніж у середньому по провінції і країні.
У Кордові є достатня кількість освітніх закладів усіх рівнів, зокрема приватні та державні університети. Найважливішими серед них є:
- Національний університет Кордови (ісп. Universidad Nacional de Córdoba) — найстаріший університет Аргентини, заснований 1613 року. У ньому навчається близько 115 тисяч студентів і 7 тисяч аспірантів[29] на 90 спеціальностях на 12 факультетах. Також до складу університету входять 98 науково-дослідницьких інститутів і 3 центри післядипломної освіти, 20 бібліотек, 14 музеїв, 2 обсерваторії і 2 коледжі[30]. Також вишу належить суперкомп'ютер Крістіна, найпотужніший в Аргентині.
- Католицький університет Кордови (ісп. Universidad Católica de Córdoba), заснований 8 червня 1956 року. У ньому навчаються близько 10 тисяч студентів на 11 факультетах[31].
- Національний технологічний університет (ісп. Universidad Tecnológica Nacional),
- Університет XXI століття (ісп. Universidad Empresarial Siglo 21) — приватний навчальний заклад
- Університет Блеза Паскаля (ісп. Universidad Blas Pascal) — приватний навчальний заклад, заснований 1990 року
- Університет Аеронавтики (ісп. Instituto Universitario Aeronáutico), заснований 1947 року. Підпорядковується військово-повітряним силам Аргентини

Університети Кордови:
1. Національний Університет Кордови. 2. Національний технологічний університет. 3. Католицький університет Кордови. 4. Університет Блеза Паскаля. 5. Університет XXI століття. 6. Університет Аеронавтики.

## Транспорт

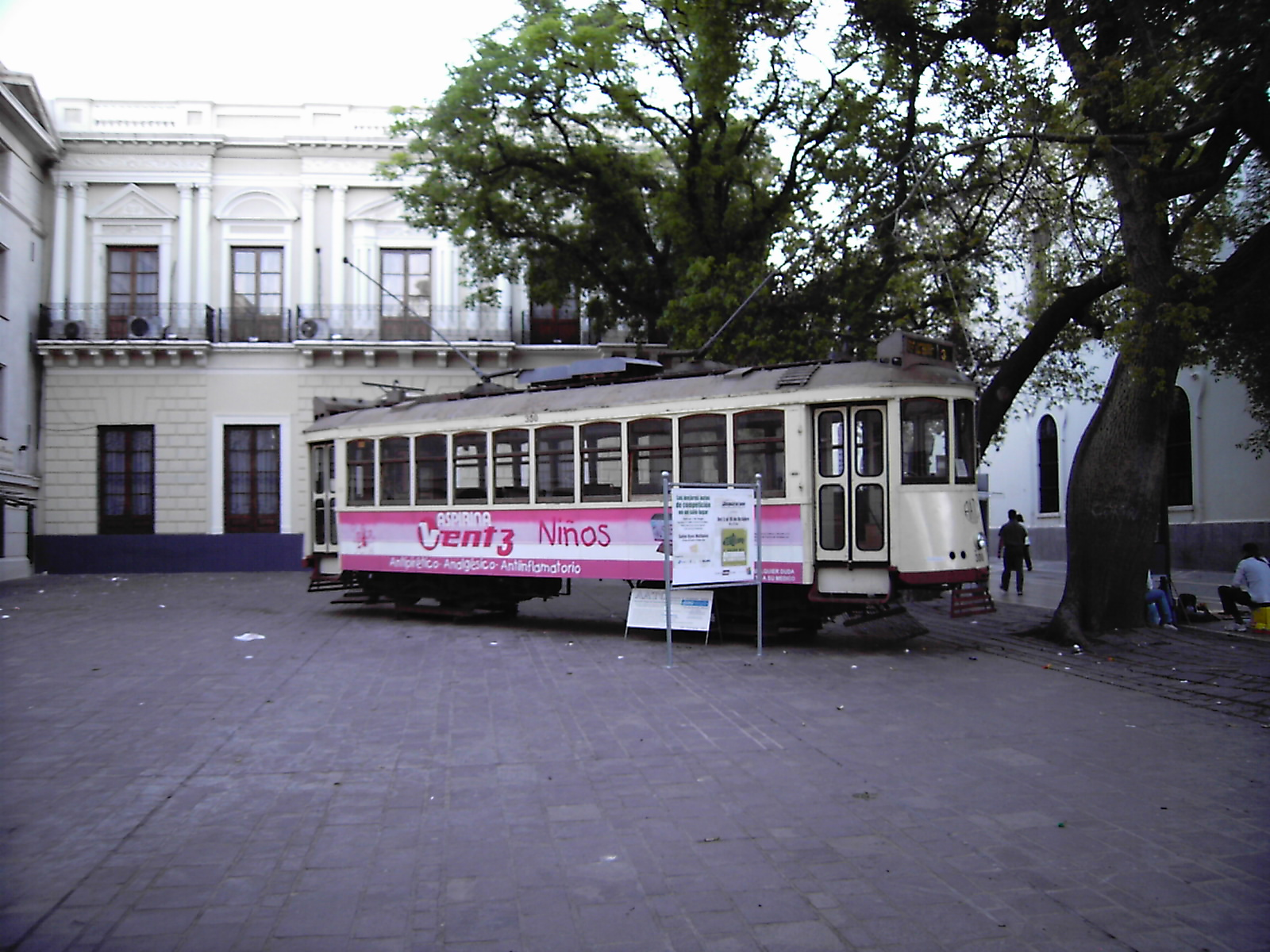
Старий трамвай Кордови

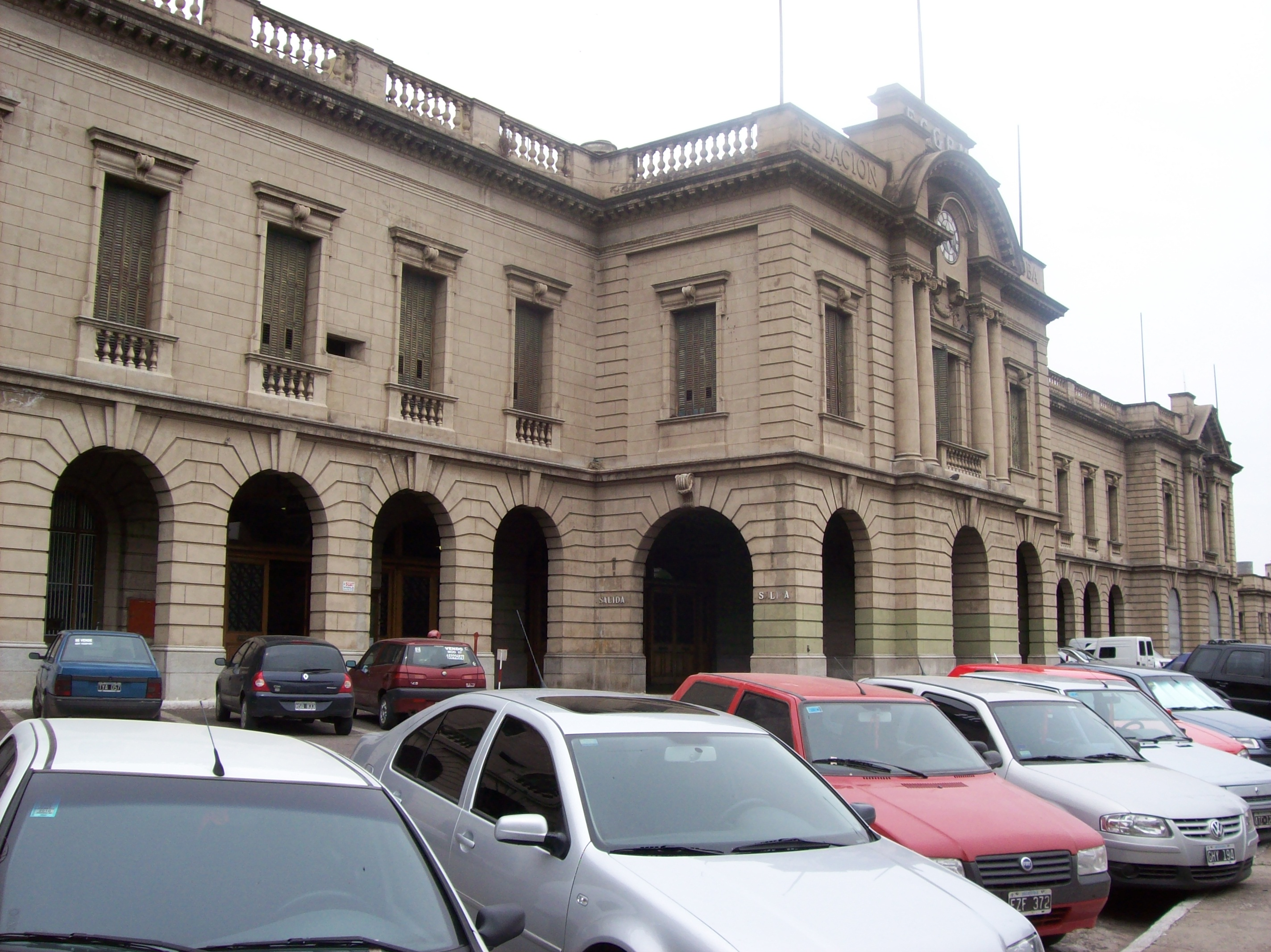
Залізничний вокзал

У місті Кордова розвинена система громадського транспорту:
- автобуси — 10 ліній і 700 машин
- тролейбуси — 3 лінії і 35 машин
- таксі — 4000 машин
- маршрутні таксі (ісп. remises) — 3000 машин
- міський поїзд, відкритий 2009 року. Наразі працює лише одна експериментальна лінія
- до 1965 року у місті функціонувала мережа трамваїв, 2005 року було затверджено план її відновлення[32]

Найдешевшими і найпопулярнішими видами транспорту є автобуси і тролейбуси. Також планується спорудження метрополітену у Кордові на 4 лінії і 29 станцій.
Місто має такі шляхи сполучення:
- міжнародний аеропорт Ingeniero Ambrosio Taravella
- залізниця, також планується спорудження високошвидкісної лінії потягів
- автошляхи:
  - провінційні траси № E53, E54, 74, 112, 88, 5, E55
  - національні траси № 9, 19, 36, 20

## Туризм

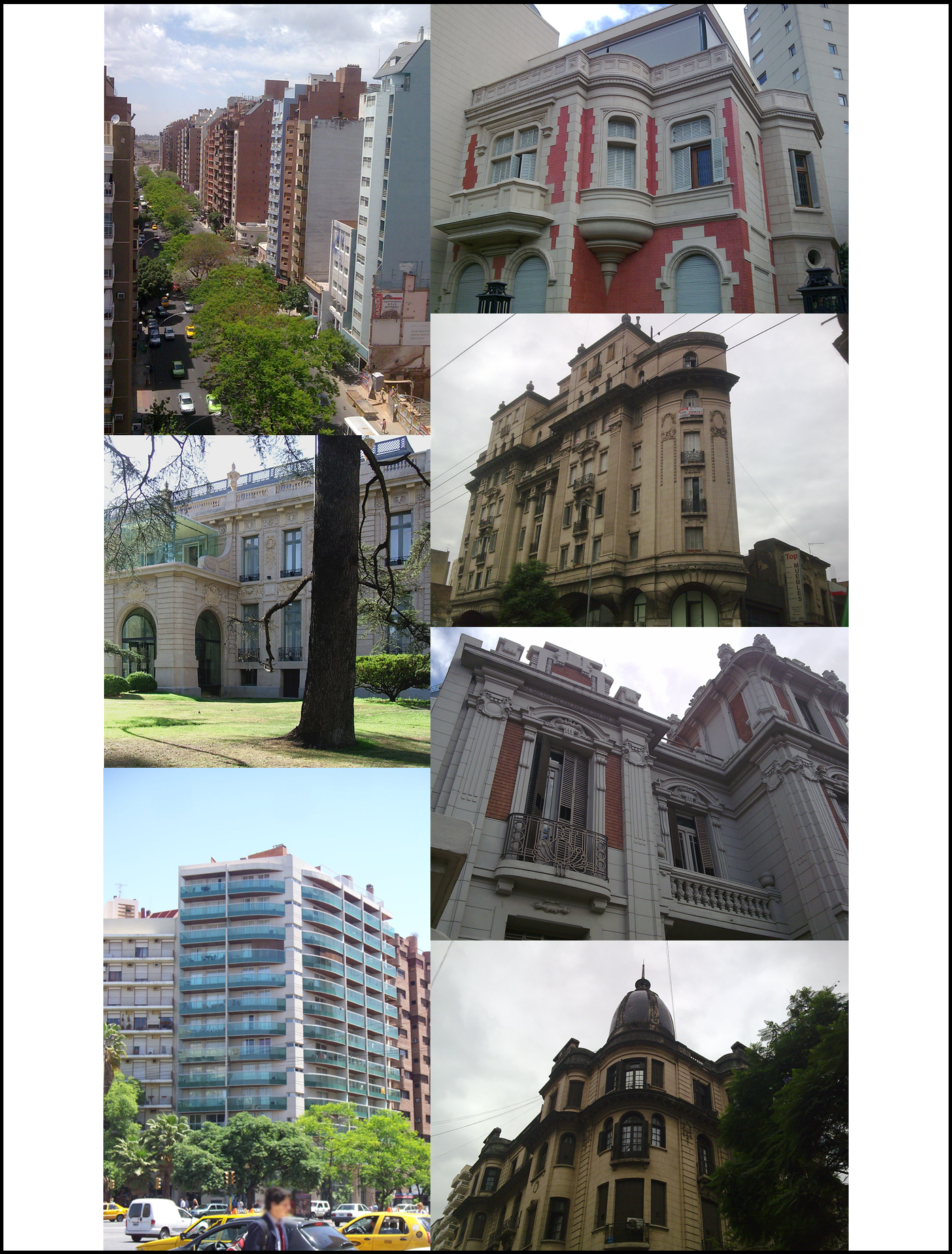
Архітектура Кордови

В центрі Кордови збереглися будівлі колоніального часу, що привертають велике число туристів. У 2000 році «Єзуїтський квартал» (ансамбль будівель, що включає резиденцію прелата, церкву, університет, школи і чотири заміські місії) став об'єктом Світової спадщини ЮНЕСКО.
У 2007 році Кордову відвідали 1 737 331 особа. У квітні 2008 року більшість туристів були з Німеччини, Бразилії, Ізраїлю, США, Франції і Чилі.
У центрі міста переважають висотні будинки, але не хмарочоси (зазвичай не вище 17 поверхів). Найвища будівля Кордови башта Ангела має 30 поверхів. Багато вулиць у центрі виконані у стилі ар деко.
У Кордові є 1200 га зелених насаджень, серед яких 641 парк і 110 скверів. Парк Сарм'єнто — один із найдавніших у Південній Америці, має стиль Belle Époque.
У місті є ботанічний сад і зоопарк, у якому живуть більше тисячі тварин.
Найвідоміші театри Кордови:

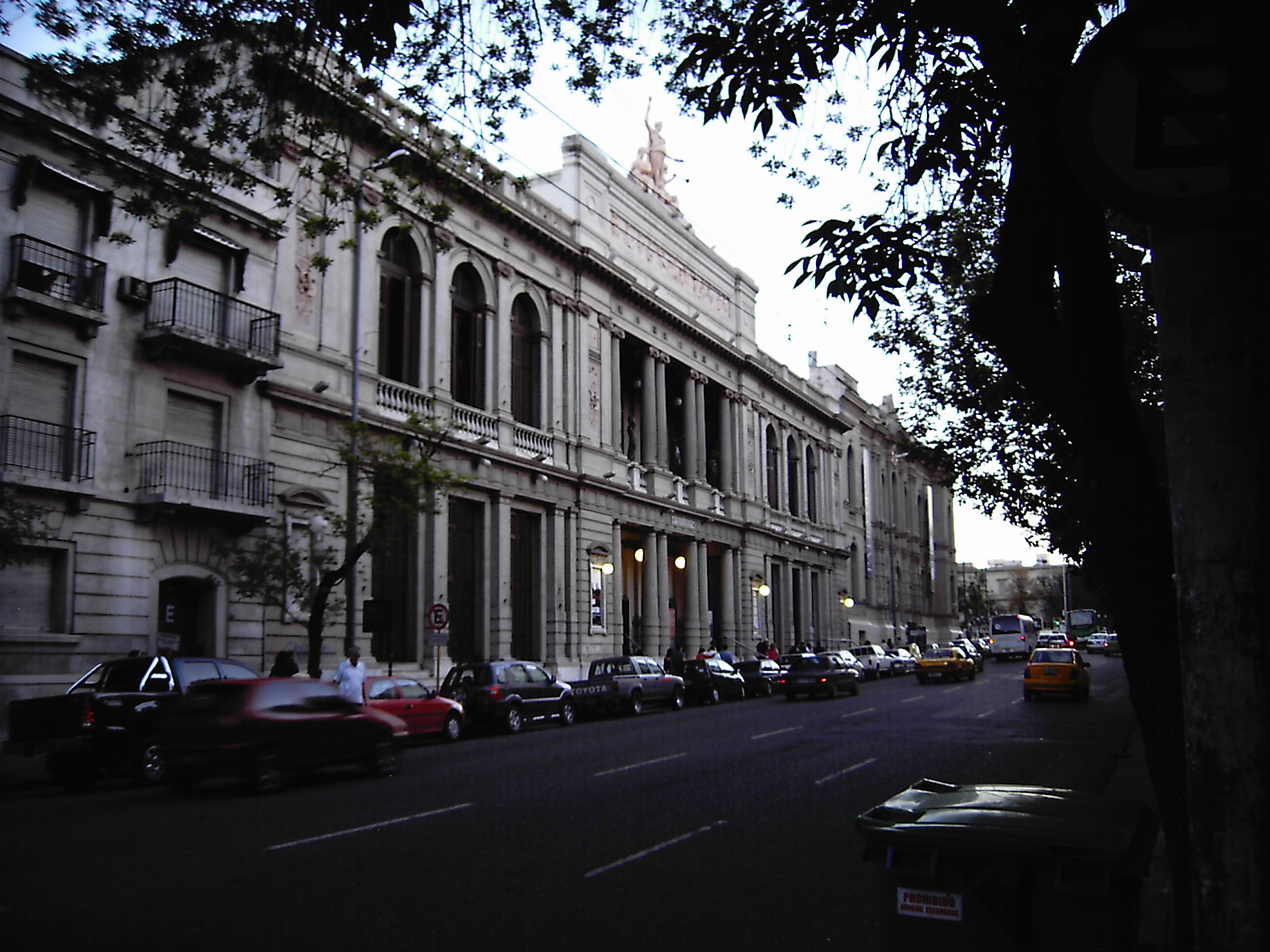
Театр Сан-Мартіна

- Театр Сан-Мартіна (ісп. Teatro del Libertador San Martín)
- Муніципальний театр комедії (ісп. Teatro Municipal Comedia)
- Королівський театр (ісп. Teatro Real)

Найбільші музеї міста:
- Музей образотворчих мистецтв (ісп. Museo Superior de Bellas Artes Evita)
- Провінційний музей образотворчих мистецтв Еміліо Караффа (ісп. Museo Provincial de Bellas Artes Emilio Caraffa)
- Музей релігійного мистецтва Хуан де Техеда (ісп. Museo de Arte Religioso Juan de Tejeda)
- Провінційний історичний музей Маркес де Собремонте (ісп. Museo Histórico Provincial Marqués de Sobremonte)
- Музей природничих наук (ісп. Museo de Ciencias Naturales)
- Музей Сан Альберто (ісп. Museo San Alberto)
- Ібероамериканський музей ремесел (ісп. Museo Iberoamericano de Artesanías)
- Музей Хенаро Пас (ісп. Museo Genaro Pérez).

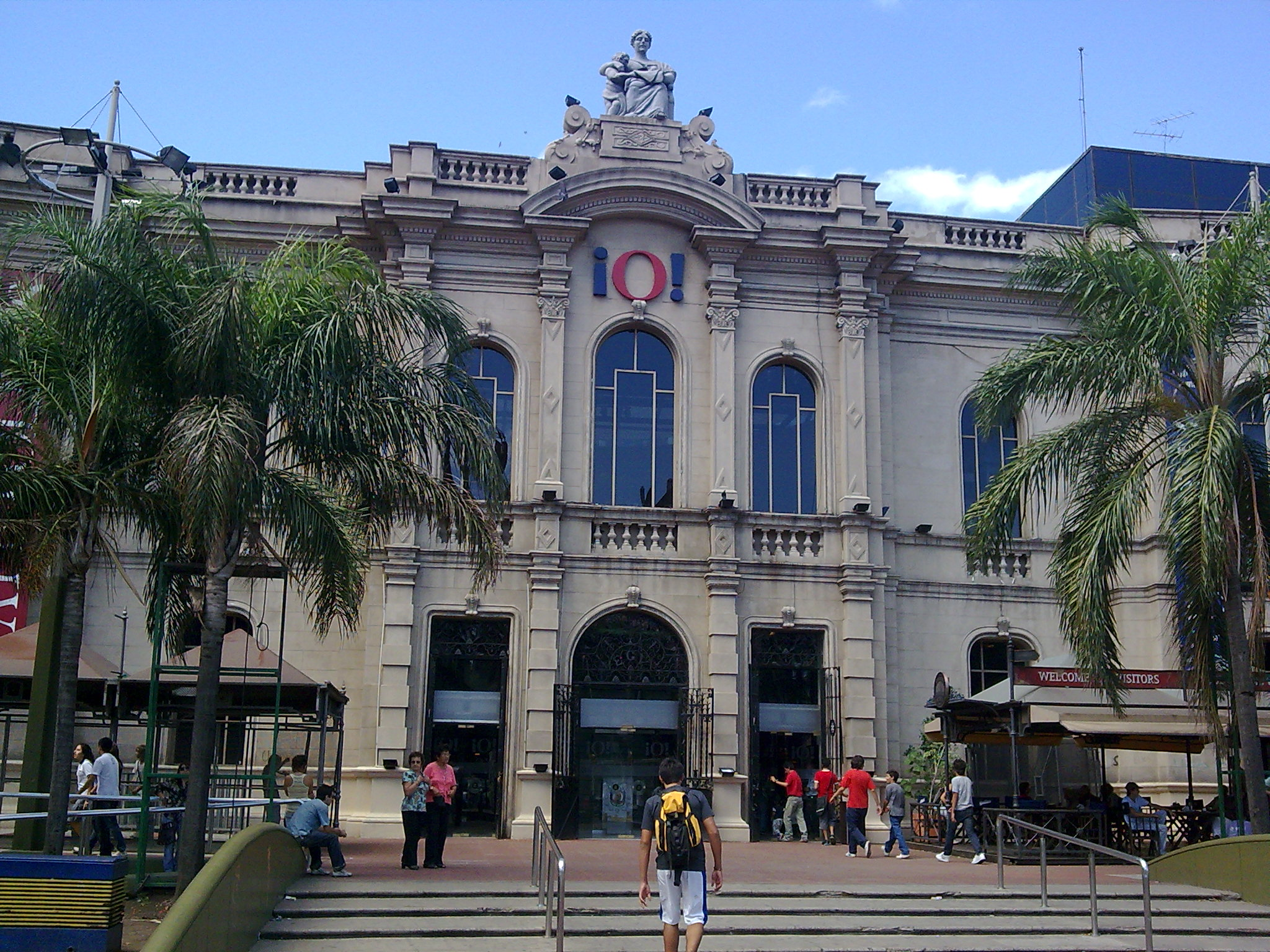
Торговий центр Патіо Ольмос
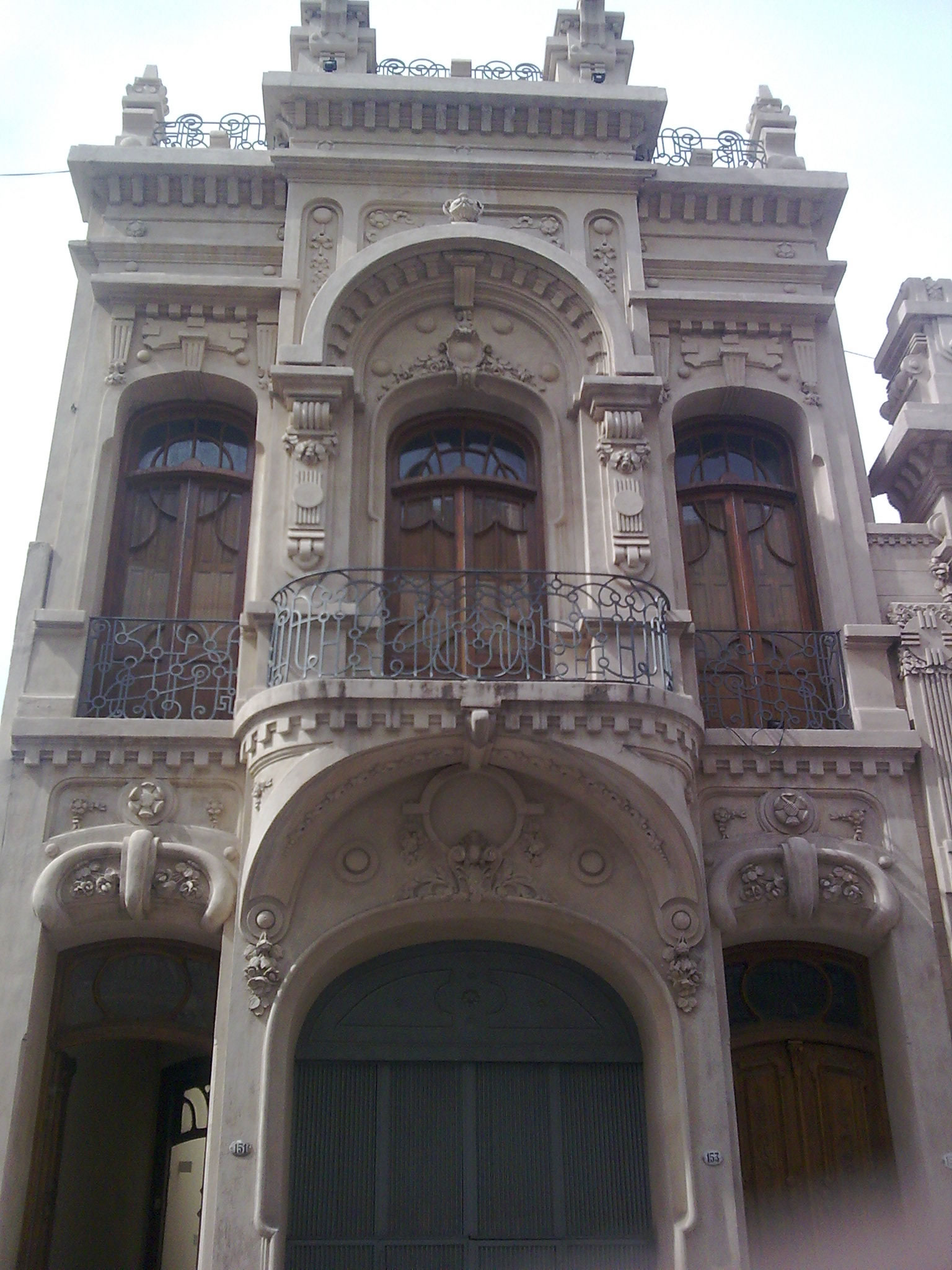
Будинок по вулиці Ентре-Ріос
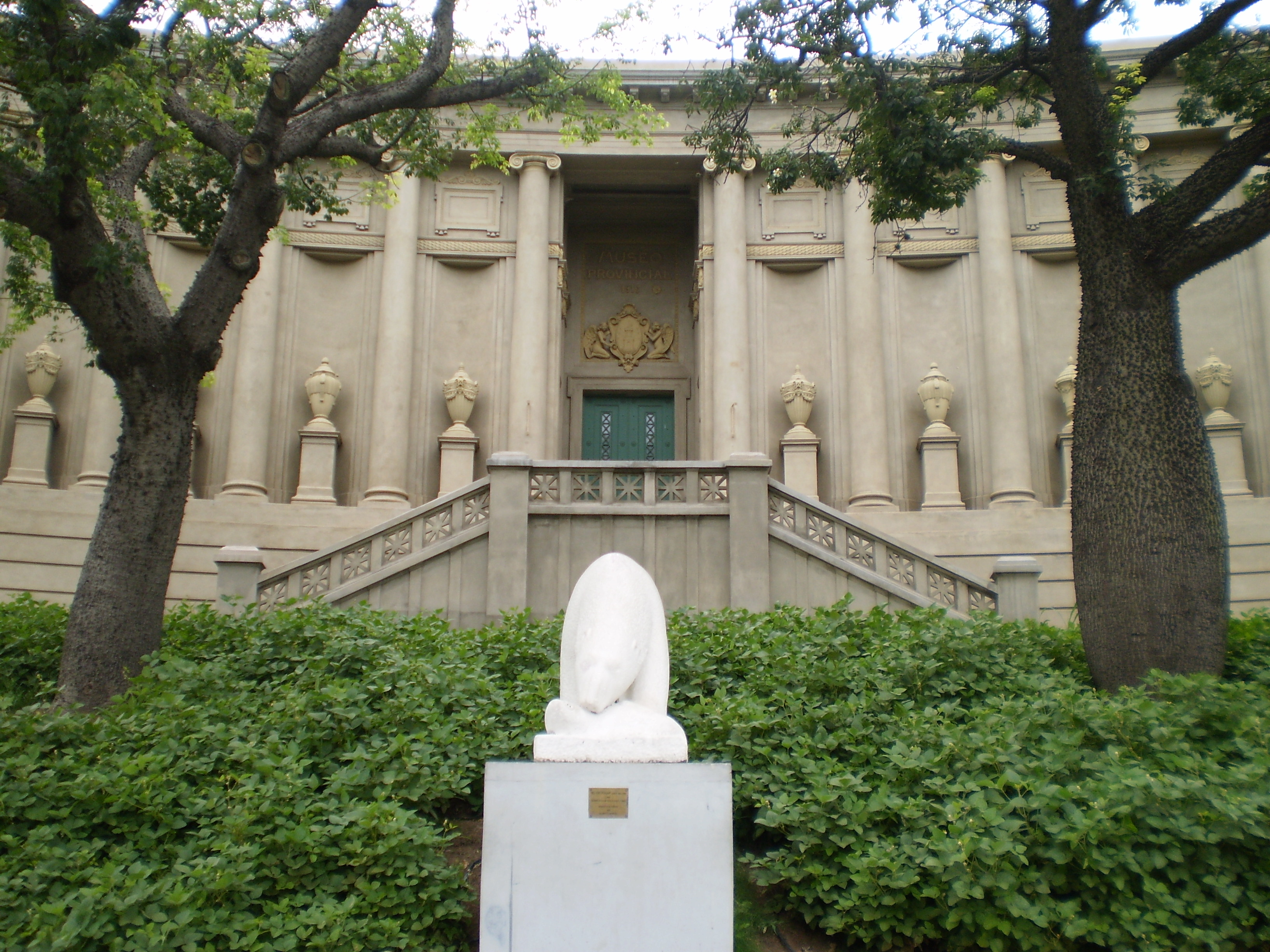
Провінційний музей образотворчих мистецтв Еміліо Караффа
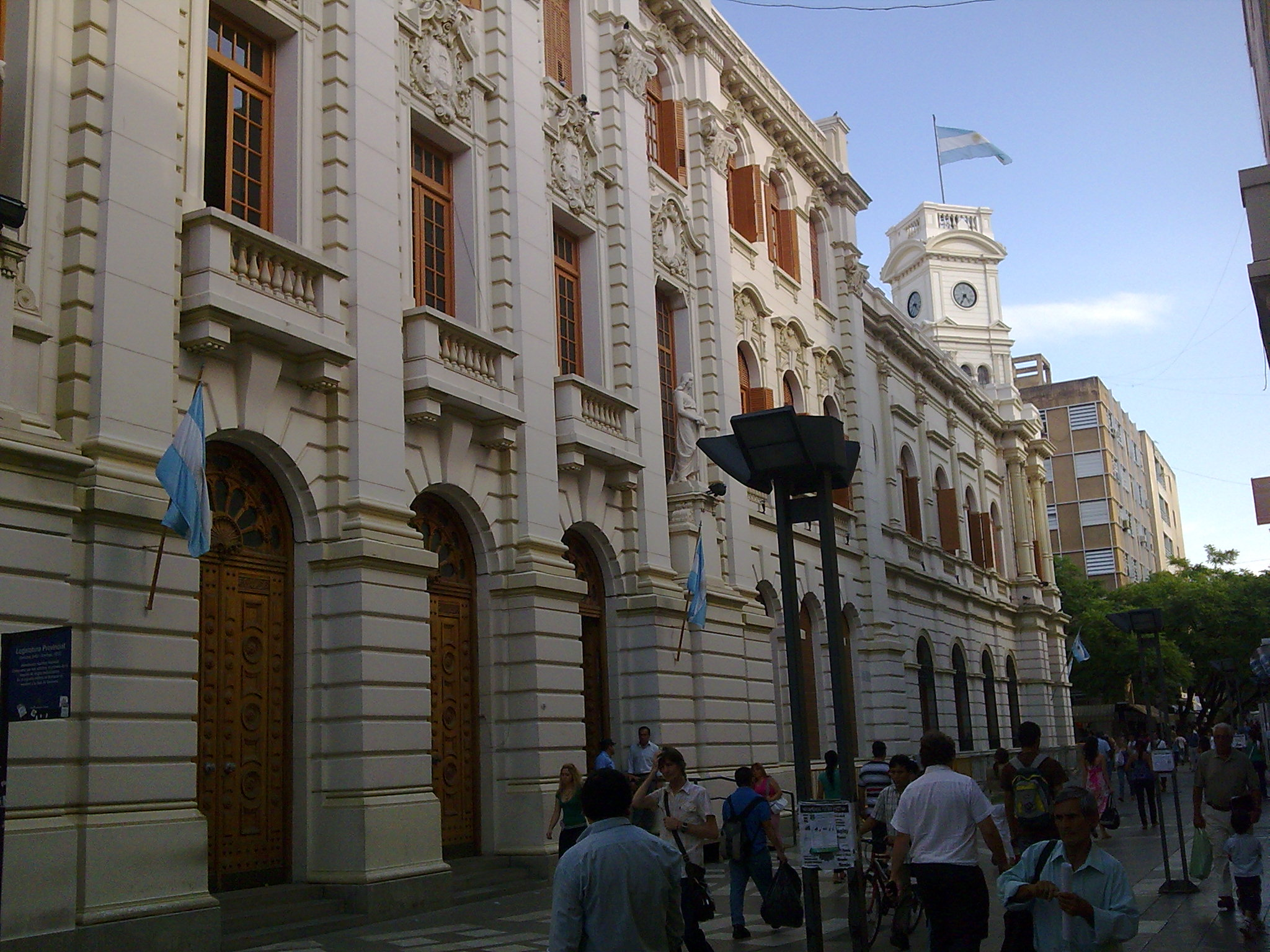
Будинок уряду провінції

Найвідоміші церкви міста:

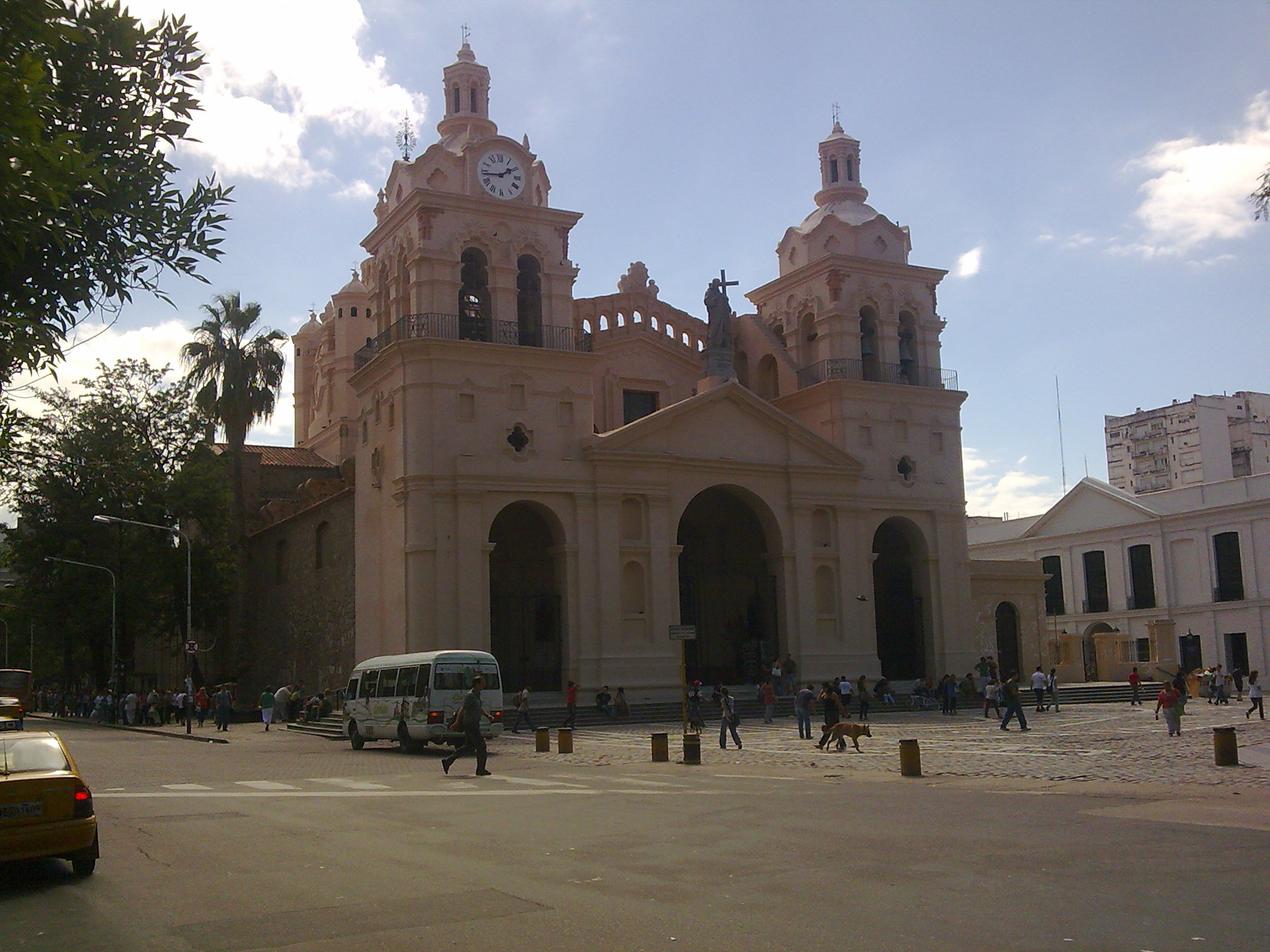
Кафедральний собор
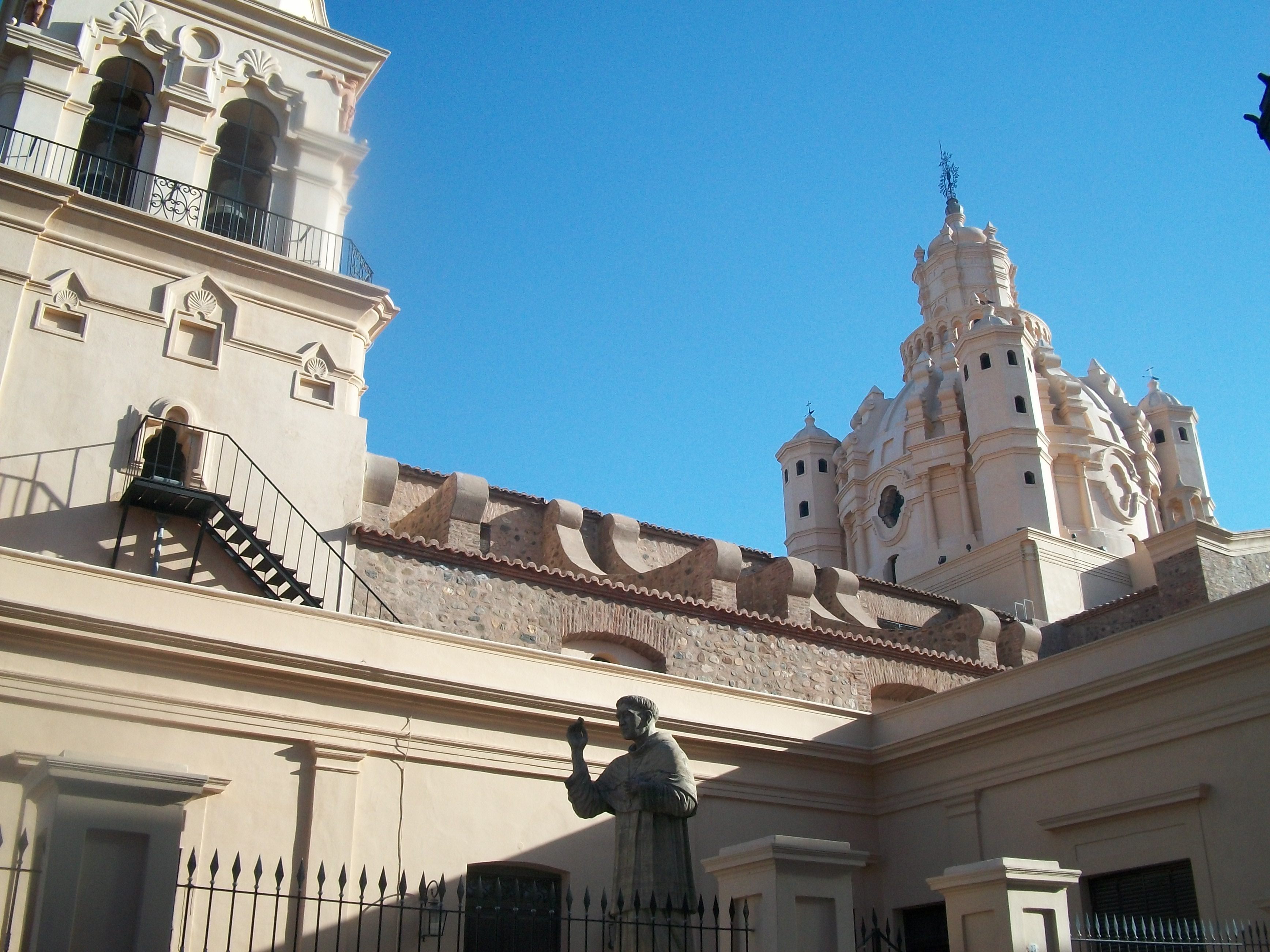
Церква святого Франциска
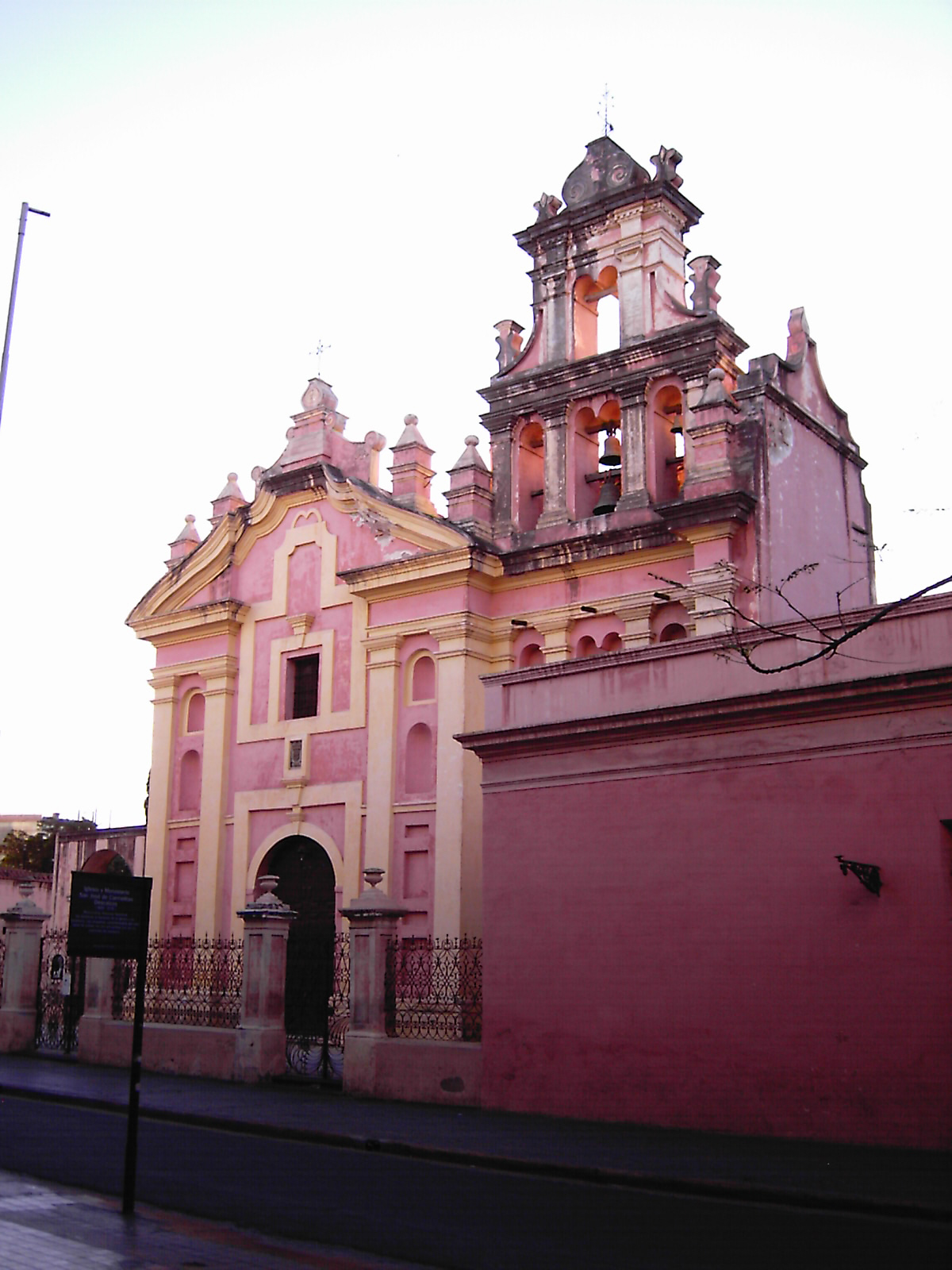
Монастир

## Українці у Кордові
11-15.07.1923 р. у місцевому театрі Визволителя генерала Сан-Мартіна, раніше театрі Рівера Індарте відбулися концерти української капели О. Кошиця (Української республіканської капели УНР, висланої С. Петлюрою), що подорожувала Америкою вже як комерційний проект Макса Рабінова. Дати концертів: 11, 12, 14, 15 (2 концерти). 07.1923 р.
У 1926 році у місті було засновано українську організацію взаємодопомоги (ісп. Asociación de ayuda mutua), яка ставила на меті надання економічної допомоги новоприбулим українським іммігрантам.

## Видатні особистості
У місті Кордова народилися чотири аргентинські президенти:
- Сантьяго Деркі (ісп. Santiago Derqui) — перший президент Аргентини
- Мігель Анхель Хуарес Сельман (ісп. Miguel Ángel Juárez Celman) — президент Аргентини (1886—1890)
- Хосе Фігероа Алькорта (ісп. José Figueroa Alcorta) — президент Аргентини (1906—1910)
- Фернандо де ла Руа (ісп. Fernando de la Rúa) — президент Аргентини (1999—2001)

## Міста-побратими
- Бразилія, Кампінас
- Болівія, Кочабамба
- Іспанія, Кордова
- Бразилія, Куритиба
- Бразилія, Флоріанополіс
- Росія, Іжевськ
- Польща, Лодзь
- Іспанія, Марін
- Мексика, Морелія
- Болівія, Санта-Крус-де-ла-Сьєрра
- США, Тампа
- Ізраїль, Тверія
- Італія, Турин
- Чилі, Вальпараїсо